# Ladon (mythologie)

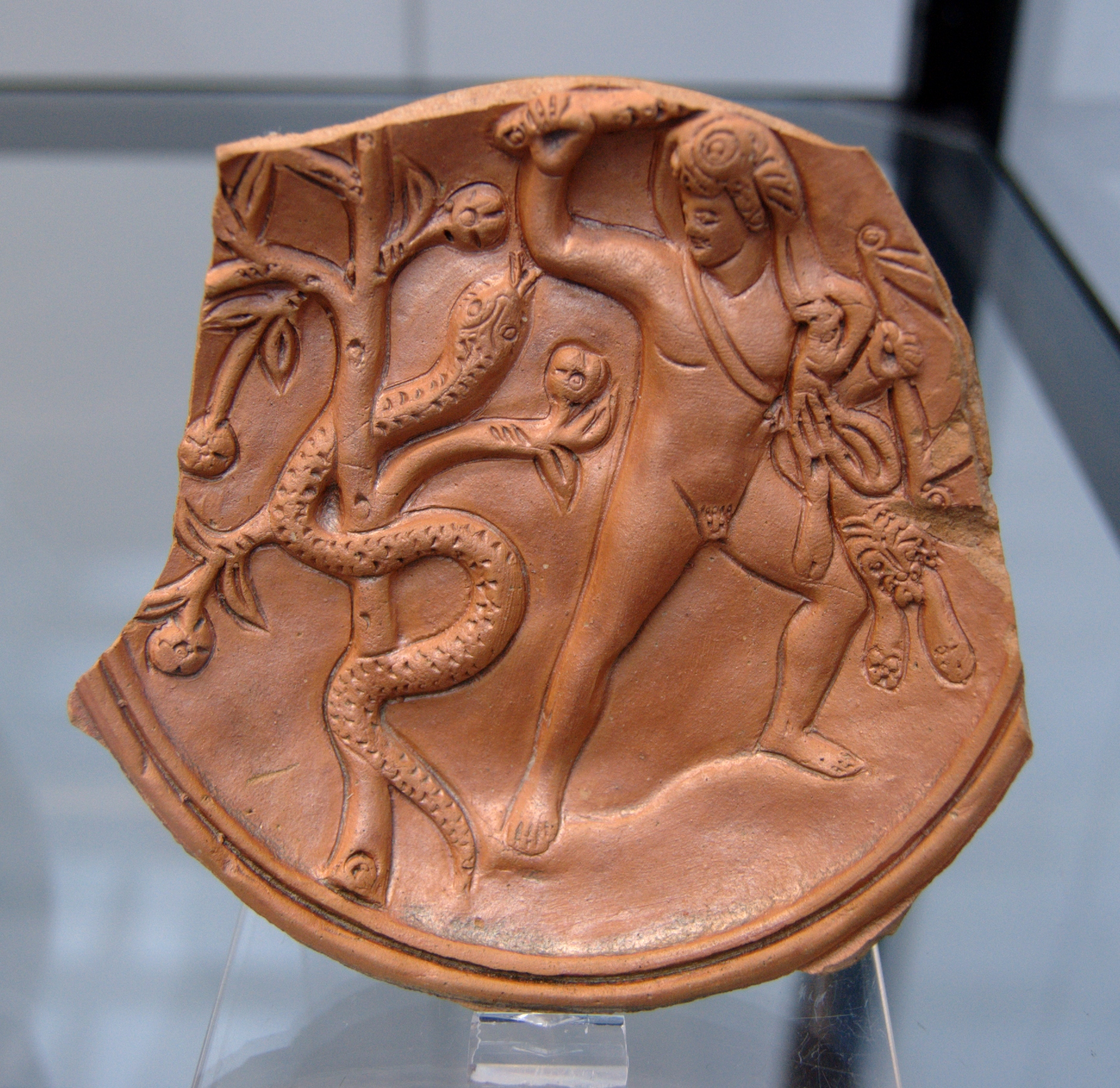
Heracles en Ladon

Ladon (Oudgrieks: Λάδων, Ládôn), zoon van Echidna en Typhon (of Phorcys en Ceto, volgens andere versie), was in de Griekse mythologie, een enorme draak met honderd koppen die elk een verschillende taal spraken.
In sommige verhalen kreeg hij van Hera de opdracht samen met de Hesperiden de boom met de gouden appels te bewaken. De draak sliep nooit, en zou volgens sommige verhalen de mogelijkheid hebben met mensen te praten. Uiteindelijk is de draak door Hercules verslagen. Om hem te bedanken voor zijn bewezen diensten, plaatste Hera hem aan de hemel als het sterrenbeeld Draak.
In andere verhalen wordt echter verteld dat Ladon het gouden vlies bewaakte, en dat hij door Jason is verslagen.